# Gustav Magnusson (e-sport)
Gustav Magnusson, (alias s4), född 1 april 1992, är en svensk professionell Dota 2-spelare. Magnusson är en av åtta svenskar som har vunnit en TI i spelet Dota 2.

## Karriär
Magnusson började sin Dota 2 karriär när han deltog i DreamHack Summer 2012 i ett lag med sina vänner. Hösten 2012 skapade han, Henrik Ahnberg och Jonathan Berg laget No TideHunter. De deltog i DreamHack Winter 2012 och segrade över Evil Geniuses i finalen och vann därmed sin första stora turnering. I april 2013 skapades Alliance och samma år kvalade de in till The International 2013 och vann. Magnusson var den person som vann mest pengar inom e-sport år 2013.
Året efter deltog Alliance i The International 2014 men kom inte vidare från gruppspelet. Efter TI4, lämnade Magnusson Alliance för att tillsammans med Clement Ivanov starta laget Team Secret. Team Secret gick in som en av de stora favoriterna i The International 2015 men kom inte ut ur gruppspelet och efter turneringen lämnade Magnusson Team Secret för att gå tillbaka till Alliance.
Magnusson tillsammans med Alliance kvalade till The International 2016 men förlorade mot Fnatic och slutade på nionde plats. Snart efter förlusten valde Magnusson att lämna Alliance för att gå med i OG och de vann kort efter det Boston Major. Året efter vann OG Kiev Major. OG bjöds in till The International 2017 men förlorade mot LGD den fjärde dagen av turneringen och åkte därmed ut.
Bara några få månader innan The International 2018 lämnade Magnusson OG tillsammans med Tal Aizik för att gå med i Evil Geniuses.  Evil Geniuses kvalade in till The International 2018 och hamnade på en tredje plats medan OG, laget som Magnusson och Aizik hade lämnat strax innan, vann turneringen.
Vid The International 2019 förlorade Evil Geniuses mot Team Liquid och hamnade på delad femte plats med Vici Gaming. Kort därefter meddelade Magnusson att han lämnade laget.
I början av 2020 återvände Magnusson till Alliance där han idag är lagledare och spelar i rollen som offlaner.